# Ladre
Ladre war ein Längenmaß in Bolivien. Ausgangsmaß war die Legua oder Meile mit 5196 Meter.
- 1 Ladre = 1/40 Legua = 129,9 Meter